# New Salem (Dakota del Nord)
New Salem è un centro abitato (city) degli Stati Uniti d'America, situato nella Contea di Morton nello Stato del Dakota del Nord. Nel censimento del 2000 la popolazione era di 938 abitanti. La città è stata fondata nel 1883. Appartiene all'area metropolitana di Bismarck-Mandan.

## Geografia fisica
Secondo i rilevamenti dell'United States Census Bureau, la località di New Salem si estende su una superficie di 3,80 km², tutti occupati da terre.

## Popolazione
Secondo il censimento del 2000, a New Salem vivevano 938 persone, ed erano presenti 246 gruppi familiari. La densità di popolazione era di 250 ab./km². Nel territorio comunale si trovavano 448 unità edificate. Per quanto riguarda la composizione etnica degli abitanti, il 97,23% era bianco, l'1,71% era nativo e l'1,07% apparteneva a due o più etnie.
Per quanto riguarda la suddivisione della popolazione in fasce d'età, il 21,1% era al di sotto dei 18, il 2,9% fra i 18 e i 24, il 21,0% fra i 25 e i 44, il 20,6% fra i 45 e i 64, mentre infine il 34,4% era al di sopra dei 65 anni di età. L'età media della popolazione era di 49 anni. Per ogni 100 donne residenti vivevano 85,0 maschi.